# HMS Verulam (1917)
«Верулам» (англ. HMS Verulam (1917) — військовий корабель, ескадрений міноносець «Адміралті» типу «V» Королівського військово-морського флоту Великої Британії за часів Першої світової війни.
«Верулам» був закладений у 1916 році на верфі компанії Hawthorn Leslie and Company у Глазго. Того ж року він був спущений на воду, а 3 жовтня 1917 року увійшов до складу Королівських ВМС Великої Британії.
Брав участь у Першій світовій війні та в операції ВМФ Великої Британії на Балтиці під час Громадянської війни в Росії. У ніч з 3 на 4 вересня 1919 року есмінець підірвався на міні біля острова Сескарі у Фінській затоці і затонув, при цьому загинуло 16 членів екіпажу.
12 грудня 1919 року затонулий есмінець був переданий державі Фінляндія разом із кораблем-побратимом «Вітторіа»; однак, коли в 1925 році почалися рятувальні роботи, виявилося, що обидва кораблі розламані навпіл і їх неможливо відремонтувати.